# لیون کرت
لیون کرت (انگلیسی: Leon Cort؛ زادهٔ ۱۱ سپتامبر ۱۹۷۹) یک بازیکن فوتبال اهل بریتانیا است.
وی همچنین در تیم ملی فوتبال گویان بازی کرده است.